# René Guenot
René Guenot (* 8. November 1890 in Saint-Boil; † 6. Mai 1965 in Gap) war ein französischer Radrennfahrer.

## Sportliche Laufbahn
Er begann seine Laufbahn im Verein VC Levallois. 1910 löste er eine Lizenz als Unabhängiger und gewann die für Unabhängige ausgetragene Tour de France (Circuit Français Peugeot) 1910, wobei er vier Etappen gewann. Ein Jahr später siegte er im Rennen Paris–Roubaix, ebenfalls in der Klasse der Unabhängigen. 1913 nahm er an der Tour de France für das Team JB Louvet teil, schied aber aus. 1914 siegte er im Eintagesrennen Marseille–Lyon. Der Erste Weltkrieg beendete dann seine Laufbahn.